# Royal Cavalcade
Pour plus de détails, voir Fiche technique et Distribution.
Royal Cavalcade, également connu sous le nom de Regal Cavalcade, est un film dramatique britannique en noir et blanc de 1935 réalisé par six réalisateurs, Thomas Bentley (directeur superviseur), Herbert Brenon, Norman Lee, Walter Summers, W.P. Kellino et Marcel Varnel. 
Le film met en vedette Marie Lohr, Hermione Baddeley, Owen Nares, Robert Hale, Austin Trevor, James Carew, Edward Chapman et Ronald Shiner dans le rôle du soldat dans les tranchées. Le film a été présenté par l'Associated British Pictures Corporation.

## Synopsis
Le film est un pastiche dramatisé de grands événements survenus sous le règne de George V. Il a été fait pour marquer le vingt-cinquième anniversaire de sa succession au trône.

## Distribution
- Marie Lohr : Mother
- Hermione Baddeley : Barmaid
- Robert Hale : Drinker
- J.H. Roberts : Drinker
- Charles Paton : Taxi Driver
- C.V. France : Father
- John Singer : Boy
- Esme Percy : Lloyd George
- Frederick Lloyd : Neighbour
- C. Denier Warren : Smith
- Pearl Argyle : Anna Pavlova
- Frank Vosper : Capt. Robert Falcon Scott
- Austin Trevor : Capt. Oates
- John Stuart : Explorer in Tent
- Jane Baxter : Girl in Punt
- John Mills : Young Enlistee
- Jimmy Hanley : Newsboy
- Wallace Bosco : M.P. (crédité comme Wally Bosco)
- Alice Lloyd : Marie Lloyd
- Amy Veness : Suffragette
- Antoinette Cellier : Marjorie Wilkinson
- Jimmy Godden : Harry
- Chili Bouchier : Landgirl
- Renée Macready : Landgirl
- Annie Esmond : Lady
- Bertha Belmore : Schoolmistress
- C.M. Hallard : Winston Churchill
- H. Saxon-Snell : Sir Edward Grey
- Fred Groves : Soldier
- George Graves : Old Bill
- Ronald Shiner : Soldier in Trenches
- Iris Ashley : Girl
- Constance Shotter : Girl
- Patric Knowles : Army Officer
- Judy Kelly : Girl
- Billy Caryll : Theatrical Agent
- Hilda Mundy : Girl
- Gus McNaughton : Workman
- W.H. Berry : Bob
- Henry Mollison : John Doughty
- Gene Gerrard : Bus Passenger
- Vera Pearce : Bus Passenger's Wife
- Reginald Gardiner : Bus Conductor
- Reginald Purdell : Radio Listener
- Ellen Pollock : Wife
- Diana Napier : Actress Talking to Doorman
- Syd Walker : Stage Doorman
- Rene Ray : Girl (as René Ray)
- Elaine Benson : Child in Bed
- Leonora Corbett : Nurse
- Olga Lindo : Tourist
- Mary Glynne : Waitress
- Sam Livesey : Drinker
- Robert Nainby : Drinker
- Seymour Hicks : Gentleman
- Ellaline Terriss : Wife
- Owen Nares : Gentleman
- Aileen Marson : Lady
- Gyles Isham : Dining Officer
- Arthur Margetson : Dining Officer
- Basil Gill : Bishop
- Jerry Verno : Taxpayer
- Craighall Sherry : Chancellor
- Ivan Samson : Man
- Carol Goodner : Tourist in Tower of London
- James Carew : Tourist in Tower of London
- Ben Welden : Businessman
- Matheson Lang : Henri V
- Athene Seyler : Queen Elizabeth I
- George Robey : son propre rôle
- Arthur Prince : son propre rôle
- Harry Tate (en) : son propre rôle
- Nancy Astor : son propre rôle (as Lady Astor)
- Jack Judge : son propre rôle
- Florrie Forde : son propre rôle
- Bert Feldman : son propre rôle
- Norman Long : son propre rôle
- Stanton Jefferies : son propre rôle
- Stewart Hibberd : son propre rôle
- Leonard Henry : son propre rôle
- Debroy Somers : son propre rôle - Bandleader (as Debroy Somers and His Band)
- Sydney Baynes : son propre rôle - Bandleader (as Sydney Baines and His Band)
- Roy Russell : narrateur (voix)
- Edward Chapman : narrateur (voix)
- D.A. Clarke-Smith : narrateur (voix)
- Debroy Somers and His Band : Themselves
- Marguerite Allan : rôle mineur indéterminé (non créditée)
- Reginald Bach : rôle mineur indéterminé (non crédité(e))
- Margaret Bannerman : rôle mineur indéterminé (non créditée)
- Franklyn Bellamy : rôle mineur indéterminé (non crédité(e))
- Margery Binner : rôle mineur indéterminé (non crédité(e))
- Richard Bird : Drinker (non crédité(e))
- Mickey Brantford : rôle mineur indéterminé (non crédité(e))
- Edmund Breon : rôle mineur indéterminé (non crédité(e))
- Harry Brunning : Al Jolson (non crédité(e))
- Santos Casani : Dancer (non crédité(e))
- Bernard Clifton : rôle mineur indéterminé (non crédité(e))
- Syd Crossley : rôle mineur indéterminé (non crédité(e))
- Margaret Davidge : rôle mineur indéterminé (non créditée)
- Hugh Dempster : rôle mineur indéterminé (non crédité(e))
- Barbara Everest : rôle mineur indéterminé (non crédité(e))
- Dino Galvani : rôle mineur indéterminé (non crédité(e))
- John Garrick : rôle mineur indéterminé (non crédité)
- Arthur Hardy : Drinker (non crédité(e))
- Iris Hoey : Waitress (non créditée)
- Baliol Holloway : rôle mineur indéterminé (non crédité(e))
- Desmond Jeans : rôle mineur indéterminé (non crédité(e))
- Hamilton Keene : rôle mineur indéterminé (non crédité(e))
- Fewlass Llewellyn : rôle mineur indéterminé (non crédité(e))
- Andreas Malandrinos : Italian Money Changer (non crédité(e))
- Clifford Mollison : Customer (non crédité(e))
- Charles Mortimer : rôle mineur indéterminé (non crédité(e))
- Frederick Peisley : rôle mineur indéterminé (non crédité(e))
- Jack Raine : rôle mineur indéterminé (non crédité(e))
- Cecil Ramage : rôle mineur indéterminé (non crédité(e))
- Cyril Raymond : rôle mineur indéterminé (non crédité(e))
- Johnnie Schofield : Drinker (non crédité(e))
- Margaret Vines : rôle mineur indéterminé (non crédité(e))
- Ben Webster : rôle mineur indéterminé (non crédité(e))
- Arthur Wontner : rôle mineur indéterminé (non crédité(e))